# Omíd Naurózí
Omíd Hádží Naurózí (* 18. února 1986) je bývalý íránský zápasník – klasik, olympijský vítěz z roku 2012.

## Sportovní kariéra
Je rodákem z lúrské vesnice Behargan (بهرغان‎). Vyrůstál a zápasit začal v 9 letech v Širázu pod vedení Elijáse Kánúnpura. Pod vedením trenéra Mohammadalí Čámijáního se od 14 let specializoval na řecko-římský styl. V íránské mužské reprezentaci se prosazoval od roku 2009 ve váze do 60 kg. V roce 2012 startoval jako úřadující mistr světa na olympijských hrách v Londýně a postupem do finále proti Gruzínu Revazi Lašchimu potvrdil roli favorita. Taktický první finálový set vyhrál 1:0 na technické body potom co se ubránil nařízenému parteru půl minuty před koncem. Ve druhém setu po minutě vytlačil Lašchiho ze žíněnku a bodový náskok 1:0 udržel do konce hrací doby. Získal zlatou olympijskou medaili.
Po olympijských hrách v Londýně doplácel na spory představitelů íránské zápasnické federace úzce napojené na íránský politický systém (parlamentní, prezidentské volby) a v reprezentaci se často neobjevoval. V roce 2016 se kvalifikoval na olympijské hry v Riu, kde vypadl ve čtvrtfinále s Gruzínem Šmagim Bolkvadzem 0:2 na technické body. Vzápětí ukončil sportovní kariéru.

## Výsledky
| Turnaj            | 2009 | 2010 | 2011 | 2012 | 2013 | 2014 | 2015 | 2016 |
| Turnaj            | 23   | 24   | 25   | 26   | 27   | 28   | 29   | 30   |
| Turnaj            | -60  | -60  | -60  | -60  | -66  | -66  | -66  | -66  |
| ----------------- | ---- | ---- | ---- | ---- | ---- | ---- | ---- | ---- |
| Olympijské hry    |      |      |      | 1.   |      |      |      | úč.  |
| Mistrovství světa | úč.  | úč.  | 1.   |      | —    | 2.   | —    |      |
| Asijské hry       |      | 1.   |      |      |      | —    |      |      |
| Mistrovství Asie  | —    | —    | —    | —    | —    | —    | —    | —    |